# Lidija Smirnova
Lidija Smirnova (Menzelinsk, 13 febbraio 1915 – Zelenograd, 25 luglio 2007) è stata un'attrice sovietica.

## Filmografia parziale

### Attrice
- Moja ljubov' (1940)
- Troe vyšli iz lesa (1958)
- Benvenuti ovvero vietato l'ingresso agli estranei (1964)
- Ženit'ba Bal'zaminova (1964)

## Premi
- Ordine del distintivo d'onore
- Ordine della Bandiera rossa del lavoro
- Ordine della Rivoluzione d'ottobre
- Ordine dell'Amicizia
- Ordine al merito per la Patria
- Premio Stalin
- Artista onorato della RSFSR
- Artista popolare della RSFSR